# (12927) Pinocchio
(12927) Pinocchio (1999 SU9) – planetoida z pasa głównego asteroid okrążająca Słońce w ciągu 3,5 lat w średniej odległości 2,3 j.a. Odkryta 30 września 1999 roku.